# Kwileń (gromada)
Kwileń – dawna gromada, czyli najmniejsza jednostka podziału terytorialnego Polskiej Rzeczypospolitej Ludowej w latach 1954–1972.
Gromady, z gromadzkimi radami narodowymi (GRN) jako organami władzy najniższego stopnia na wsi, funkcjonowały od reformy reorganizującej administrację wiejską przeprowadzonej jesienią 1954 do momentu ich zniesienia z dniem 1 stycznia 1973, tym samym wypierając organizację gminną w latach 1954–1972.
Gromadę Kwileń z siedzibą GRN w Kwileniu utworzono – jako jedną z 8759 gromad na obszarze Polski – w powiecie kaliskim w woj. poznańskim, na mocy uchwały nr 22/54 WRN w Poznaniu z dnia 5 października 1954. W skład jednostki weszły obszary dotychczasowych gromad Kwileń, Kaźmierka Nowa, Kaźmierka Stara i Niniew ze zniesionej gminy Chocz w powiecie kaliskim oraz 22,36 ha z dotychczasowej gromady Wronów (położone przy granicach dotychczasowej gromady Niniew i przy miejscowości Obory) ze zniesionej gminy Szymanowice w powiecie jarocińskim w tymże województwie. Dla gromady ustalono 13 członków gromadzkiej rady narodowej.
1 stycznia 1956 gromada weszła w skład nowo utworzonego powiatu pleszewskiego w tymże województwie.
Gromadę zniesiono 1 stycznia 1962, a jej obszar włączono do gromady Chocz w tymże powiecie.